# Jim Polak
Jimmy Maurice (Jim) Polak (Den Helder, 27 december 1922 – Ede, 27 november 2014) was een Nederlands jurist. Polak was hoogleraar rechts- en staatswetenschappen aan de Landbouwhogeschool Wageningen van 1958 tot 1977 en daarna tot 1993 lid van de Raad van State.

## Loopbaan
Polak studeerde rechtsgeleerdheid aan de Rijksuniversiteit Leiden, waar hij in 1953 promoveerde bij Gerard Langemeijer. Hij werkte als kandidaat-notaris en griffier bij de rechtbank voor hij van 1953 tot 1957 hoofdambtenaar werd op het ministerie van Justitie. Vervolgens was hij tot 1958 rechter bij de rechtbank Den Haag. Vanaf januari 1958 tot medio 1977 was Polak hoogleraar rechts- en staatswetenschappen aan de Landbouwhogeschool Wageningen. Daar was hij van 1970 tot 1972 ook rector-magnificus. Van 1971 tot 1977 was Polak aangesteld als regeringscommissaris voor herziening van de politiewetgeving. Hij was lid van de Wetenschappelijke Raad voor het Regeringsbeleid (WRR) van 1974 tot 1977 en sindsdien tot 1993 lid van de Raad van State. Polak was lid van de VVD. In 1986-1987 was hij voorzitter van de Nederlandse Juristen-Vereniging. Hij was vanaf 2001 de eerste voorzitter van de Restitutiecommissie die beslist over de teruggave aan de vroegere eigenaren van roofkunst uit de Tweede Wereldoorlog.

## Decoratie
- 1985: Ridder in de Orde van de Nederlandse Leeuw.

## Familie
Zijn zoon Martijn Polak was hoogleraar aan de Universiteit Leiden en is sinds 2012 raadsheer in de Hoge Raad der Nederlanden.